# Ligue majeure de baseball 1947
Navigation
1946 1948
La Ligue majeure de baseball 1947 est la 45e saison depuis le rapprochement entre la Ligue américaine et la Ligue nationale et la 70e saison de ligue majeure. Les Yankees de New York remportent la Série mondiale face aux voisins des Dodgers de Brooklyn (4-3). La saison est marquée par les débuts de Jackie Robinson, premier joueur noir aligné en Ligues majeures depuis 1887.

## Saison régulière

### Événements
À l'occasion de la première journée de compétition, le 15 avril, Jackie Robinson est aligné par les Dodgers de Brooklyn. Robinson, imposé par Branch Rickey, est le premier joueur noir présent en Ligues majeures depuis 1884. Rickey et Robinson mettent fin à la ségrégation dans le baseball. 
Le 27 avril, l'ancien joueur Babe Ruth est fêté sur l'ensemble des stades de Ligues majeures. Il fait une apparition au Yankee Stadium malgré son cancer avancé. 
Le 5 juillet, Larry Doby fait ses débuts en Ligue majeure sous l'uniforme des Indians de Cleveland devenant le premier joueur noir à évoluer en Ligue américaine.

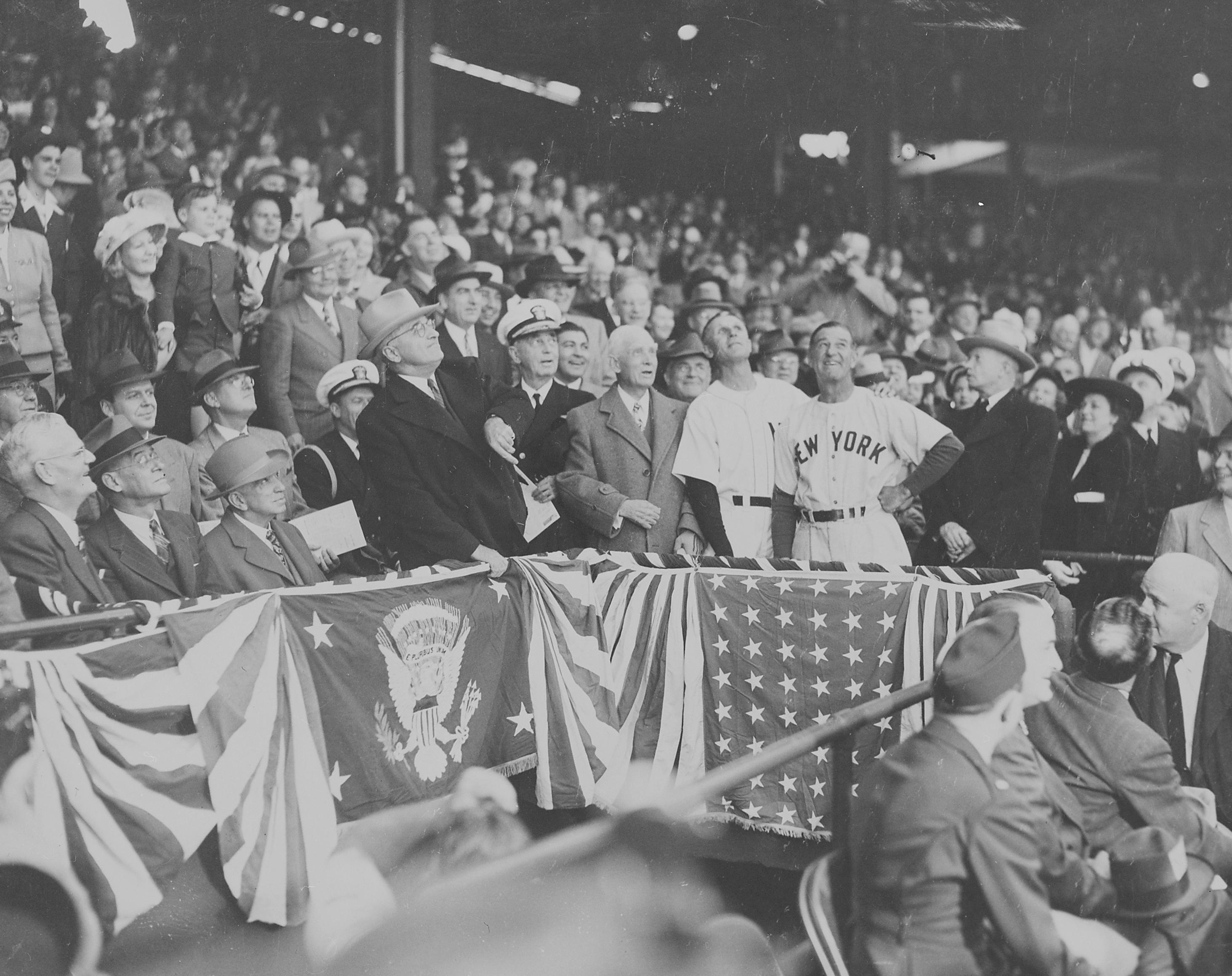
Le président Harry Truman lance la saison 1947 des Senators de Washington

Le 28 septembre, Dizzy Dean fait un retour éphémère au jeu. Présent au match opposant les Browns de Saint-Louis aux White Sox de Chicago pour assurer le commentaire à la radio, il prétend être encore supérieur à 90 % des lanceurs en activité en Ligues majeures. Pris au mot, il se retrouve sur le monticule sous les couleurs des Browns et prouve que ses qualités restaient intactes en lançant quatre manches sans accorder de points. De retour dans la cabine de commentateurs, il déclare malicieusement : « je pense que j'aurai pu gagner ce match en lançant d'ici (de la cabine de commentateur), mais je ne préfère pas essayer... ».
Lors de cette saison 1947 dix des seize équipes accueillent des caméras de télévision pour diffuser quelques rencontres à domicile. Les trois formations new-yorkaises sont couvertes par WCBS (CBS), WABD (DuMont) et WNBT (NBC).
Le vote pour désigner le meilleur joueur de la saison en Ligue américaine est marqué par une polémique. Vainqueur de la Triple couronne, Ted Williams n'est pas désigné comme MVP. Un des votants ne le cite même pas parmi ses dix choix pour le trophée. Joe DiMaggio remporte le trophée avec un seul point d'avance sur Williams.

### Classement de la saison régulière
Légende : V : victoires, D : défaites, % : pourcentage de victoires, GB : games behind ou retard (en matchs) sur la première place.
|                           | V  | D  | %    | GB   |
| Yankees de New York       | 97 | 57 | .630 | --   |
| Tigers de Détroit         | 85 | 69 | .552 | 12.0 |
| Red Sox de Boston         | 83 | 71 | .539 | 14.0 |
| Indians de Cleveland      | 80 | 74 | .519 | 17.0 |
| Athletics de Philadelphie | 78 | 76 | .506 | 19.0 |
| White Sox de Chicago      | 70 | 84 | .455 | 27.0 |
| Senators de Washington    | 64 | 90 | .416 | 33.0 |
| Browns de Saint-Louis     | 59 | 95 | .383 | 38.0 |

|                          | V  | D  | %    | GB   |
| Dodgers de Brooklyn      | 94 | 60 | .610 | --   |
| Cardinals de Saint-Louis | 89 | 65 | .578 | 5.0  |
| Braves de Boston         | 86 | 68 | .558 | 8.0  |
| Giants de New York       | 81 | 73 | .526 | 13.0 |
| Reds de Cincinnati       | 73 | 81 | .474 | 21.0 |
| Cubs de Chicago          | 69 | 85 | .448 | 25.0 |
| Pirates de Pittsburgh    | 62 | 92 | .403 | 32.0 |
| Phillies de Philadelphie | 62 | 92 | .403 | 32.0 |

### Statistiques individuelles

#### Au bâton
| Catégorie        | Ligue nationale                            | Stat | Ligue américaine       | Stat |
| ---------------- | ------------------------------------------ | ---- | ---------------------- | ---- |
| Moyenne au bâton | Harry Walker (Phillies)                    | .363 | Ted Williams (Red Sox) | .343 |
| Points produits  | Ralph Kiner (Pirates)                      | 138  | Ted Williams (Red Sox) | 114  |
| Coups de circuit | Ralph Kiner (Pirates) Johnny Mize (Giants) | 51   | Ted Williams (Red Sox) | 32   |
| Bases volées     | Jackie Robinson (Dodgers)                  | 29   | Bob Dilinger (Browns)  | 34   |

#### Lanceurs
| Catégorie                 | Ligue nationale        | Stat | Ligue américaine                        | Stat |
| ------------------------- | ---------------------- | ---- | --------------------------------------- | ---- |
| Moyenne de points mérités | Warren Spahn (Braves)  | 2.33 | Joe Haynes (White Sox)                  | 2.42 |
| Victoires                 | Ewell Blackwell (Reds) | 22   | Bob Feller (Indians)                    | 20   |
| Retraits sur prises       | Ewell Blackwell (Reds) | 193  | Bob Feller (Indians)                    | 196  |
| Sauvetages                | Hugh Casey (Dodgers)   | 18   | Ed Klieman (Indians) Joe Page (Yankees) | 17   |

## Série mondiale
| Match | Date         | Visiteur            | Hôte                | Score  |
| ----- | ------------ | ------------------- | ------------------- | ------ |
| 1     | 30 septembre | Dodgers de Brooklyn | Yankees de New York | 3 - 5  |
| 2     | 1er octobre  | Dodgers de Brooklyn | Yankees de New York | 3 - 10 |
| 3     | 2 octobre    | Yankees de New York | Dodgers de Brooklyn | 8 - 9  |
| 4     | 3 octobre    | Yankees de New York | Dodgers de Brooklyn | 2 - 3  |
| 5     | 4 octobre    | Yankees de New York | Dodgers de Brooklyn | 2 - 1  |
| 6     | 5 octobre    | Dodgers de Brooklyn | Yankees de New York | 8 - 6  |
| 7     | 6 octobre    | Dodgers de Brooklyn | Yankees de New York | 2 - 5  |

## Honneurs individuels
| Recrue de l'année     | Jackie Robinson (Dodgers) | Jackie Robinson (Dodgers) |
| Meilleur joueur (MVP) | Bob Elliott (Braves)      | Joe DiMaggio (Yankees)    |